# Lily Carlstedt
Lily Carlstedt, född 5 mars 1926, död 2005, var en dansk friidrottare.
Carlstedt blev olympisk bronsmedaljör i spjutkastning vid sommarspelen 1948 i London.